# 1455 Mitchella
1455 Mitchella (1937 LF) là một tiểu hành tinh vành đai chính được phát hiện ngày 5 tháng 6 năm 1937 bởi A. Bohrmann ở Heidelberg University.